# Pierre Schoebel
Pour les articles homonymes, voir Schoebel.
Pierre Schoebel (né le 26 juin 1942 à Paris) est un athlète français, spécialiste du 110 mètres haies. Il est le fils de Marguerite Radideau.

## Biographie
En 1967, il égale en 13 s 9 le record de France du 110 mètres haies de Marcel Duriez, puis porte ce record à 13 s 8 le 1er septembre 1968 à Font-Romeu. Lors des Jeux olympiques de Mexico, où il se classe huitième de la finale, il réalise de nouveau 13 s 8, puis égale le nouveau record de France de Marcel Duriez en 13 s 7.
Il se classe sixième des Championnats d'Europe 1969, à Athènes.

### Palmarès
| Date | Compétition           | Lieu    | Résultat | Épreuve     | Performance |
| ---- | --------------------- | ------- | -------- | ----------- | ----------- |
| 1968 | Jeux olympiques       | Mexico  | 8e       | 110 m haies | 14 s 0      |
| 1969 | Championnats d'Europe | Athènes | 6e       | 110 m haies | 14 s 1      |

### Records
| Épreuve     | Performance | Lieu | Date |
| ----------- | ----------- | ---- | ---- |
| 110 m haies | 13 s 78     |      | 1968 |